# Headfirst Productions
Headfirst Productions var ett företag som skapade datorspel.

## Profil

### Företaget
Headfirst skapades 1998 av far och son, Mike och Simon Woodroffe. Mike hade jobbat med 100 olika speltitlar tidigare, och hade kunskap inom datorspel i över 20 år. De ville skapa spel för både PC och konsol.

### Uppdrag
Headfirsts uppdrag var att skapa nya och spännande datorspel för denna och nästa generations datorer och konsoler.

## Konkurs
I februari 2006 försökte Headfirst betala av de många skulderna de hade, främst på grund av de många år som gått inom utvecklingen av olika Cthulhu-spel. En månad senare likviderades företaget.

## Spel

### Slutförda
- Simon the Sorcerer 3D
- Call of Cthulhu: Dark Corners of the Earth

### Ej slutförda
- Battle of the Planets
- Call of Cthulhu: Beyond the Mountains of Madness
- Call of Cthulhu: Destiny's End
- Deadlands